# Гордість України
«Гордість України» (англ. The Pride of Ukraine - Inspire a World of Change) — канадський документальний фільм 2015 року, відзнятий  режисеркою Мішель Емсон. Прем'єра стрічки в Україні відбулася 26 березня 2015 року у місті Київ. 29 березня 2015 року фільм показали і в Мюнхені (Німеччина).
Фільм розповідає про Київський Прайд, з першої спроби української ЛГБТ-спільноти, покращити ситуацію з правами меншин (вийти на вулиці і заявити про дискримінацію й знущання над ЛГБТІК) і зробити так, щоб їх голос був почутий урядом країни.

## Історія
Документальний фільм, який розкриває історію руху ЛГБТ-прайду в Україні. Фільм розповідає про «KyivPride», з 2012 року по 2014-й рік. Документальний фільм також включає в себе інтерв'ю з активістами та союзниками з України, Канади та Німеччини, а також кадри з подій Київ Прайду в 2012 році і успішне проведення в 2013 році, і до скасування Маршу Рівності в 2014 році.
Під час «Toronto's Pride Week», чотири представники України від Київського Прайду відвідали «World Pride» і «Всесвітню Прайд-конференцію з прав людини в Торонто», щоб розділити силу своїх зобов'язань щодо забезпечення основних прав ЛГБТ-людей. Історія Київської Прайду надихнула канадську режисерку-документалістку, фотографиню, і транс-активістку Мішель Емсон створити оригінальний фільм «Гордість України». «Мета документального фільму, це щоб він дав надію, — говорить режисерка фільму Мішель Емсон. — Надія, для того, щоб мотивувати людей в усьому світі, побачити можливості і уявити світ змін, такий, у якому представники ЛГБТ у безпеці від переслідування і вільно існують просто для того, щоб бути тими хто вони є, і любити, так як вони вибрали, скрізь, де вони могли б жити в світ».
Незважаючи на проблеми в Україні, суб'єкт права ЛГБТ повинен бути збережений. Це не може бути не звичною справою для таких прав, інакше буде поставлено під загрозу усі зміни уряду і керівництва. Новий документальний фільм збирається підвищити обізнаність про питання прав ЛГБТ в Україні в Канаді, США та в Європі.
«Гордість України — творити Світ змін» є проектом «KyivPride Canada», нової організації під керівництвом обох канадських і українських правозахисників. Складається з українських, німецьких і канадських кінематографістів, які працювали разом, щоб створити чітку історію Київського Прайду.
«Цей документальний фільм є розповіддю про нашу боротьбу за права ЛГБТ в Україні, — каже Олена Семенова, українська активістка та продюсерка фільму. — Історія прайду являє собою важливий поворот у розвитку нашого руху».

## Герої фільму
- Конрад Брейер
- Лідія Дітріх
- Тарас Карасійчук
- Максим Касянчук
- Тарас Ковальчук
- Олена Семенова
- Святослав Шеремет — лідер «Гей-Форум України»
- Ігор Томків
- Джон Веллінга — чоловік Кетрін
- Кетрін Веллінга — канадська українка